# Austin Nichols (cestista 1982)
Austin Melvin Nichols (Oakland, 8 aprile 1982) è un ex cestista statunitense.

## Palmarès

### Squadra
- Campionato WBA: 1

Rome Gladiators: 2005
- Coppa di Francia: 1

Orléanaise: 2009-2010

### Individuale
- NABC Division II All-American Team (2004)
- Miglior tiratore di liberi NBDL (2005)
- LNB Pro A MVP straniero: 1

Hyères-Toulon: 2008-2009